# Pegasus Market
Pegasus Market (hangul: 쌉니다 천리마마트; rr: Ssamnida Cheollimamateu; lit. Cheap Cheollima Mart) é uma telenovela sul-coreana de 2019, baseada na série webtoon de mesmo título de Kim Gyu-sam. Foi exibida pela emissora tvN de 20 de setembro a 6 de dezembro de 2019, contendo um total de 12 episódios, sendo estrelada por Kim Byung-chul e Lee Dong-hwi.

## Enredo
O Pegasus Market, onde Moon Seok-goo (Lee Dong-hwi) trabalha como gerente, está em um péssimo estado. Jeong Bok-dong (Kim Byung-chul) é logo nomeado como o novo CEO, após ter sido rebaixado dentro do Grupo Daema. Seok-goo fica esperançoso quanto ao futuro do mercado, sem saber quais são as verdadeiras intenções de Bok-dong: afundar a empresa para se vingar do Grupo Daema. Seu plano, porém, dá uma guinada inesperada.

## Elenco

### Principal
- Kim Byung-chul como Jeong Bok-dong
- Lee Dong-hwi como Moon Seok-goo

### De apoio

#### Pessoas do Pegasus Market
- Jung Hye-sung como Jo Mi-ran[6]
- Jung Min-sung como Choi Il-nam
- Kang Hong-seok como Oh In-bae
- Kim Ho-young como Jo Min-dal
- Kim Gyoo-ri como Go Mi-joo

#### Grupo Daema
- Lee Soon-jae como Kim Dae-ma
- Park Ho-san como Kwon Young-goo[7]
- Lee Gyu-hyun como Kim Gap
  - Choi Ro-woon como Kim Gap jovem
- Bae Jae-won como Park Il-woong

#### Outros
- Lee Da-bin (Yeonwoo) como Kwon Ji-na, filha de Kwon Young-goo e estagiária do Pegasus Market. (Ep.10, 12)[8]
- Park Doo-shik como chefe gângster
- Cho Seung-hee

### Participações especiais
- Woo Hyun como Kim Chi-ah (Ep. 1)
- Kim Yeon-ja como ela mesma (Ep. 1)
- Lee Eung-kyung como mãe de Seok-goo (Ep. 1)
- Lee Eugene como Sang-tae, filho de Bok-dong (Ep. 1, 4)
- Lee Hyun-wook como psiquiatra do grupo DM (Ep. 10)

## Trilha sonora
A trilha sonora de Pegasus Market foi lançada em duas partes, nas datas de 27 de setembro e 5 de outubro de 2019, cada uma contendo uma canção e sua versão respectiva versão instrumental.
1. "Ppaya Cart (빠야까라루뚜)" - Ppaya (2:04)
2. "Reload (다시)" - Song Yuvin (4:10)

## Recepção
Na tabela abaixo, os números azuis representam as audiências mais baixas e os números vermelhos representam as audiências mais elevadas.
| Episódio | Data de transmissão    | Audiência média | Audiência média              |
| Episódio | Data de transmissão    | AGB Nielsen     | AGB Nielsen                  |
| Episódio | Data de transmissão    | Em todo o país  | Região Metropolitana de Seul |
| -------- | ---------------------- | --------------- | ---------------------------- |
| 1        | 20 de setembro de 2019 | 3.207%          | 3.808%                       |
| 2        | 27 de setembro de 2019 | 3.378%          | 4.001%                       |
| 3        | 4 de outubro de 2019   | 3.299%          | 4.020%                       |
| 4        | 11 de outubro de 2019  | 2.806%          | 3.080%                       |
| 5        | 18 de outubro de 2019  | 2.941%          | 3.670%                       |
| 6        | 25 de outubro de 2019  | 2.951%          | 3.560%                       |
| 7        | 1 de novembro de 2019  | 2.481%          | 3.284%                       |
| 8        | 8 de novembro de 2019  | 2.940%          | 3.539%                       |
| 9        | 15 de novembro de 2019 | 2.355%          | 2.669%                       |
| 10       | 22 de novembro de 2019 | 2.125%          | 2.645%                       |
| 11       | 29 de novembro de 2019 | 2.203%          | 2.857%                       |
| 12       | 6 de dezembro de 2019  | 2.208%          | 2.765%                       |
| Média    | Média                  | 2.741%          | 3.325%                       |

## Spin-off
Uma web-série spin-off intitulada Vroom Vroom Pegasus Market (hangul: 부릉 부릉 천리마 마트; rr: Booleungbooleung Cheollimamateu) estreou em 13 de dezembro de 2019, através do canal tvN D STORY pela plataforma de vídeos YouTube. Conta a história de Moon Seok-goo (Lee Dong-hwi), Oh In-bae (Kang Hong-seok) e Pielleggu (Choi Kwang-je), que se unem para roubar segredos de seu concorrente.

## Prêmios e indicações
| Ano  | Prêmio               | Categoria      | Beneficiário      | Resultado | Ref.   |
| ---- | -------------------- | -------------- | ----------------- | --------- | ------ |
| 2020 | Baeksang Arts Awards | Prêmio Técnico | Kim Ji-soo (Arte) | Indicado  | [ 11 ] |